# Vision (Religion)

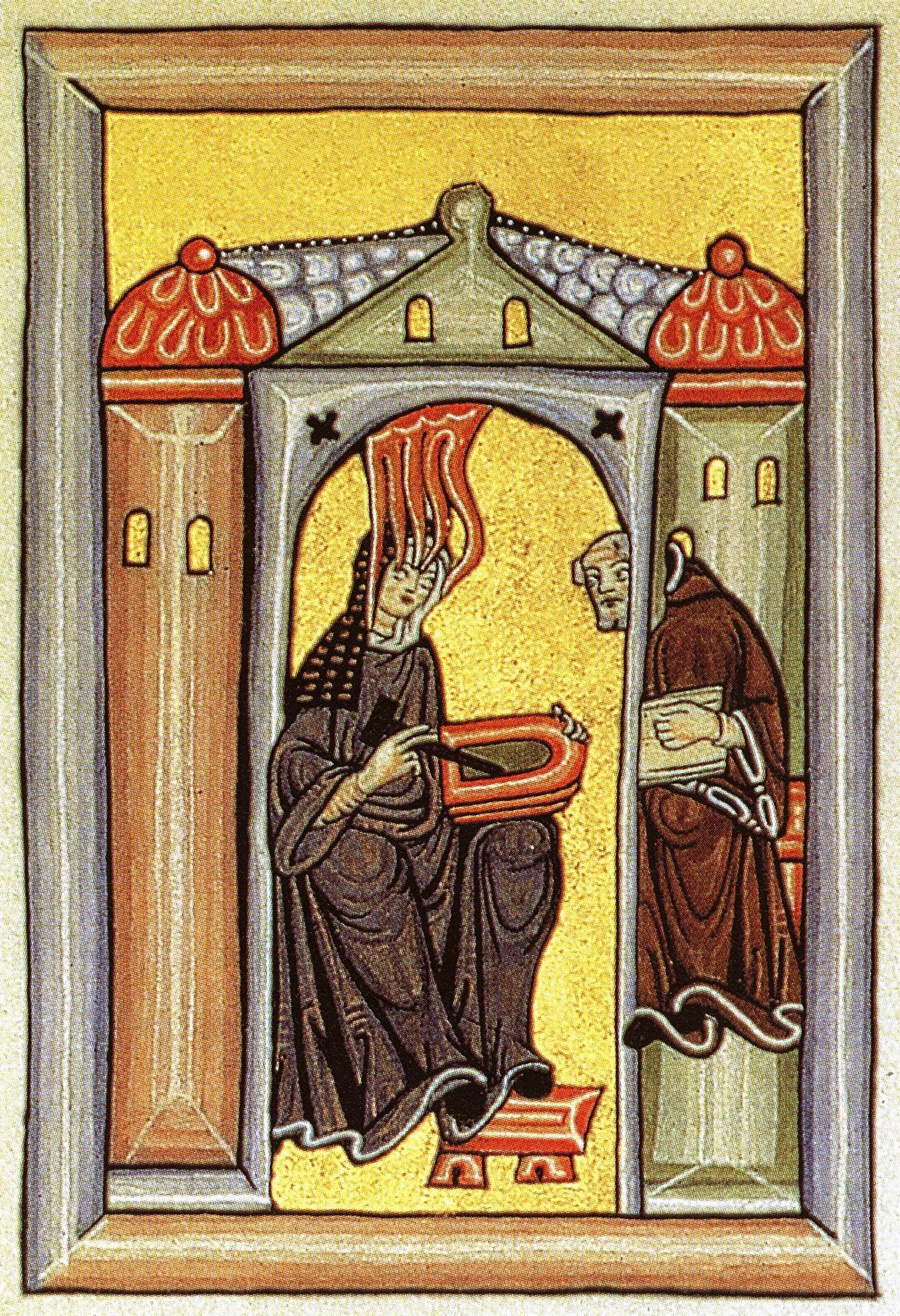
Die Nonne Hildegard von Bingen empfängt eine göttliche Eingebung (Miniatur in einer Handschrift des 12. Jahrhunderts).

Als Vision (von lateinisch visio „Erscheinung, Anblick“, videre – sehen) wird ein subjektives bildhaftes Erleben von etwas sinnlich nicht Wahrnehmbarem bezeichnet, das aber dem Erlebenden – dem Visionär – als real erscheint und im religiösen Sinne von ihm auf die Einwirkung einer transzendenten Macht zurückgeführt wird. Zusätzlich treten oft Höreindrücke auf, meist als gesprochene Worte.
Mitunter erhält der Visionär auch Eindrücke, die von anderen Sinnesorganen zu stammen scheinen. Wenn es sich um ein reines Hörerleben handelt, spricht man in der Religionswissenschaft von „Audition“ (von lateinisch audire „hören“), aber umgangssprachlich wird der Unterschied zwischen bildlosen inneren Wahrnehmungen und bildhaften Erlebnissen kaum berücksichtigt.

## Begriff und Begriffsgeschichte
Der Begriff visio war im Mittelalter in der lateinischen hagiographischen Literatur (Lebensbeschreibungen von Heiligen) geläufig und es gab auch eine Visionsliteratur als eigene literarische Gattung. Im frühen 14. Jahrhundert wurde das Wort aus der (mittel)lateinischen Sprache ins Deutsche übernommen. Teils wurde es eingedeutscht (visiôn, visiûn, visiûne), teils beließ man es in seiner ursprünglichen Form als visio und deklinierte es auch in deutschen Texten lateinisch, was bis Ende des 17. Jahrhunderts vorkam.
Der älteste Beleg für Eindeutschung findet sich bei Meister Eckhart († 1327/1328). Ein bereits im Mittelhochdeutschen gebräuchliches Synonym war „Gesicht“ (Plural „Gesichte“, im Sinne von „Gesehenes“).
Da in der Frühen Neuzeit die Zahl der grundsätzlichen Skeptiker stark zunahm und den Visionen im Zeitalter der Aufklärung weithin eine objektive Bedeutung abgesprochen wurde, erhielt der Ausdruck „Vision“ auch die Konnotation „Trugbild“, „Wahnbild“, „(Fieber-)Traumbild“, „Phantasievorstellung“, „Einbildung“.
Wegen des Zukunftsbezugs vieler Visionen erhielt das Wort die allgemeine Bedeutung „Zukunftsvorstellung“ im Sinne einer Wunschvorstellung (seltener Befürchtung) oder einer für realisierbar gehaltenen Utopie. Auch außerhalb religiöser Zusammenhänge spricht man von „Zukunftsvisionen“. Gemeint sind meist kühne, in manchen Fällen phantastisch wirkende Konzepte, Entwürfe und Ideale, deren Verwirklichung geplant wird und die in dafür empfänglichen Kreisen Begeisterung auslösen. Insbesondere in Politik und Wirtschaft ist in diesem Sinne von Visionen die Rede, etwa der Vision eines geeinten Europas. Ein oft zitiertes Beispiel ist die 1963 gehaltene Rede I Have a Dream von Martin Luther King, in der er seine Vision einer geeinten und gerechten Gesellschaft von Schwarzen und Weißen entfaltete. Dieser säkularisierte Visionsbegriff wirkt seinerseits auf den religiösen Sprachgebrauch zurück, etwa wenn von Visionen einer künftigen Ökumene die Rede ist.
Der Ausdruck „Visionär“ wurde ebenso wie auch das zugehörige Adjektiv „visionär“ aus dem Französischen (visionnaire) ins Deutsche übernommen. Das Wort wurde im 18. Jahrhundert eingedeutscht. Dabei war von Anfang an die Konnotation „Träumer“, „Schwärmer“, „Phantast“ präsent. Heute wird der Begriff oft nichtreligiös zur Bezeichnung von Personen verwendet, die – etwa als Politiker oder Erfinder – mutige, bahnbrechende Ideen formulieren und verwirklichen.
In norddeutschen Gegenden sind nichtreligiöse Visionen auch als Spökenkiekerei bekannt.

## Visionsarten
Eine Vision kann auch im Traum empfangen werden, dann spricht man von einer Traumvision. Deren Unterscheidung von gewöhnlichen Träumen wird im religiösen Kontext analog der Unterscheidung zwischen Wachvisionen (Visionen im Wachzustand) und Halluzinationen vorgenommen. Dabei wird der mit Traumvisionen verbundene Wahrheitsanspruch in religiösen Kreisen, in denen die Möglichkeit „echter“ Visionen bejaht wird, oft grundsätzlich skeptischer beurteilt als bei Wachvisionen.
Eine Sonderform der Vision stellt die Offenbarung (lateinisch revelatio) dar. Bei einem visionären Offenbarungserlebnis meint der Visionär eine Botschaft zu empfangen, mit der göttliche Wahrheit enthüllt wird, meist mit der Anweisung sie zu verkünden. Bei manchen Visionen glaubt der Visionär, vergangene, künftige oder räumlich entfernte Ereignisse optisch und akustisch wahrzunehmen, als würden sie sich in seiner Gegenwart abspielen. Wenn der Anspruch erhoben wird, in der Vision werde etwas Zukünftiges enthüllt, handelt es sich um eine prophetische (seherische) Vision, die verbal als Weissagung Ausdruck findet. Von gewöhnlicher Wahrsagung unterscheidet sich die Weissagung durch das spezifisch religiöse Anliegen, das den Kern der Botschaft ausmacht. Oft geht es um die Zukunft der Kirche oder des eigenen Ordens des Visionärs oder um das künftige Schicksal der ganzen Menschheit oder bestimmter Völker. Aber auch Prophetie über das Schicksal von einzelnen Persönlichkeiten spielt eine große Rolle. Neben der prophetischen Vision bildet die Lehrvision einen Sondertypus. Sie zielt primär auf Belehrung und Vermittlung von Erkenntnissen oder sittlichen Geboten ab. Daher treten die bildhaften Elemente gegenüber den auditiven zurück.
In der Regel ist von einer Vision nur eine Person, der Visionär, unmittelbar betroffen, alle anderen haben keinen direkten Zugang zu dem Erlebnis. In manchen Fällen behaupten aber ganze Gruppen, die bildlichen Phänomene der Vision gleichzeitig wahrgenommen zu haben. Dies ist insbesondere bei manchen Marienerscheinungen der Fall.

## Deutung und Erforschung
Als sehr verbreitete kulturgeschichtliche Phänomene sind Visionen und ihre traditionellen religiösen Deutungen ein bedeutender Gegenstand religionswissenschaftlicher, ethnologischer, historischer und literaturgeschichtlicher Forschung. Historiker fragen insbesondere, inwieweit religiöse oder auch politische Vorstellungen, Wünsche, Befürchtungen und Ziele der Visionäre und ihres Umfelds die überlieferten Darstellungen und Deutungen der Visionserlebnisse beeinflusst haben. Sie untersuchen auch, wie Visionen für politische und religiöse Zwecke instrumentalisiert wurden.
Im religiösen Kontext wird eine Vision, wenn sie als „echt“ (also nicht als Halluzination) betrachtet wird, auf einen realen äußeren Verursacher zurückgeführt. Dabei handelt es sich bei positiver Interpretation des Erlebnisses um eine Gottheit oder eine im Namen der Gottheit handelnde Instanz (beispielsweise einen Engel oder Heiligen), bei negativer Interpretation um einen Dämon oder Teufel. Man nimmt an, der Urheber der Vision wolle auf diesem Wege dem Visionär und über ihn auch einem bestimmten Personenkreis oder der Menschheit eine Mitteilung zukommen lassen. Berichte über Visionen dienen oft der Legitimierung oder Bestätigung religiöser Weltbilder oder der Beglaubigung und Bekräftigung einzelner religiöser Lehraussagen und Anweisungen. Eine solche religiöse Deutung eines Visionserlebnisses wird oft damit begründet, dass in der Vision eine Botschaft übermittelt worden sei, deren außergewöhnlicher und außerordentlich beeindruckender Inhalt den Wissensstand und Alltagshorizont des Visionärs übersteige und kaum auf normale Weise erklärbar sei, was für die Authentizität spreche. Außerdem beschreiben Visionäre die Art der Wahrnehmung während der Vision als so mitreißend, ergreifend und erschütternd, dass aus ihrer Sicht als Urheber nur eine Macht mit übermenschlichen Fähigkeiten in Betracht kommt.
Da es sich bei religiösen Visionen um subjektive Erlebnisse handelt, die ausschließlich aus den nachträglich gegebenen Beschreibungen der Visionäre bekannt sind, entziehen sie sich weitgehend einer naturwissenschaftlichen Untersuchung. Möglich ist allerdings ein Vergleich der beschriebenen Erlebnisse und begleitender körperlicher und mentaler Symptome mit optischen und akustischen Halluzinationen psychisch Erkrankter und mit Phänomenen bei vorsätzlich erzeugten Ausnahmezuständen (Rausch, Ekstase). Auf solchen Vergleichen fußen psychologische und neurotheologische Deutungen, deren Vertreter den Visionserlebnissen bzw. den psychosomatischen Phänomenen zumeist ein objektives Korrelat absprechen. Skeptiker und Gegner der religiösen Weltbilder halten die Visionen für krankhafte Sinnestäuschungen, Wahnbilder bei veränderten Bewusstseinszuständen oder schlicht Erfindungen zum Zweck vorsätzlicher Täuschung. Verteidiger einer religiösen Interpretation der Visionen halten dem entgegen, allfällige Ähnlichkeiten mit psychopathologischen Phänomenen seien nur scheinbar oder äußerlich und es handle sich in Wirklichkeit um Unvergleichbares, da bei den Visionären keine psychische Erkrankung vorliege.
C. G. Jung definierte die Vision als einen Vorgang, der wie ein Traum sei, aber sich im wachen Zustand abspiele. Sie trete aus dem Unbewussten neben die bewusste Wahrnehmung und sei „nichts anderes als ein momentaner Einbruch eines unbewußten Inhaltes in die Kontinuität des Bewußtseins“. Wie in Träumen und Halluzinationen sei auch in Visionen das Hervortreten autonomer Komplexe der Psyche deutlich erkennbar. Daraus sei zu ersehen, dass die Psyche als Ganzes keine unteilbare Einheit sei, sondern „ein teilbares und mehr oder weniger geteiltes Ganzes“.

## Religiöse Traditionen
Bei vielen Völkern Nordamerikas und regional Südamerikas ist die bewusste Visionssuche eine wichtige spirituelle Praxis der jeweiligen ethnischen Religionen.

### Hinduismus
In der religiösen Literatur des Hinduismus sind zahlreiche Visionsberichte überliefert. Dabei handelt es sich vor allem um Visionen von Gottheiten. Ausführliche Schilderungen von Jenseitsvisionen finden sich im Epos Mahabharata, insbesondere in der Bhagavadgita. Die Visionäre sind meist Asketen. Ein einflussreicher, auch außerhalb Indiens bekannter Visionär des 19. Jahrhunderts war Ramakrishna.

### Judentum
Im Tanach wird das visionäre Sehen mit den Verben rā'āh und ḥāzāh ausgedrückt. Auch die entsprechenden Substantive für „Seher“ werden verwendet, und es gibt eine Bezeichnung für die religiöse Schauung (ḥāzôn), die mit Prophetie gleichbedeutend ist. Oft legitimierte sich ein Prophet durch ein Berufungserlebnis, zu dem Vision und Audition gehörten. Eine Sonderform der Berufungsvision ist die Thronsaal-Vision im Buch Ezechiel, bei welcher dem Visionär der himmlische Thronrat erscheint.

### Christentum
Im Neuen Testament kommen Visionen an mehreren Stellen zentrale Bedeutung zu. Die Offenbarung des Johannes berichtet ausdrücklich von mehreren Visionen, z. B. in (Offb 1,10 ) die sich über das gesamte Buch hinziehen. In den übrigen Schriften des neuen Testamentes kommen Visionen öfters an Wendepunkten in den Erzählungen vor: Josef flieht auf eine Vision hin mit Maria und Jesus nach Ägypten (Mt 2,13 ). Hananias von Damaskus sucht auf eine Vision hin Saulus auf Apg 9,10-17 . Petrus begründet mit einer Vision, dass er nicht nur den Juden, sondern auch den Heiden das Evangelium verkündet hat Apg 11,5-18 . Paulus reist auf eine nächtliche Vision hin nach Mazedonien Apg 16,9-10 . Paulus berichtet in seinem zweiten Brief an die Korinther (2 Kor 12,1–6 ) von einer visionären Himmelfahrt, die einer seiner Mitstreiter erlebt habe.
Bei den spätantiken Wüstenvätern kamen oft Visionen vor, in denen der Aufstieg der Seele eines verstorbenen Heiligen zum Himmel gesehen wurde. Verbreitet waren auch Visionen des Teufels und von Dämonen.
Im Mittelalter trugen vor allem die außerordentlich populären Dialogi Gregors des Großen, die eine Fülle von Visionserzählungen enthalten, zur Verbreitung der Überzeugung bei, dass jederzeit damit zu rechnen sei, dass sich jenseitige Mächte durch Visionen bemerkbar machen. Für die literarische Gattung der mittelalterlichen Erzählungen von Jenseitsvisionen wurden die Dialogi vorbildlich. Es gab aber auch skeptische Stimmen, die vor Leichtgläubigkeit warnten und darauf hinwiesen, dass vermeintliche himmlische Erscheinungen auch Trugbilder dämonischen Ursprungs oder Erzeugnisse der Phantasie sein konnten. Der Theologe Jean Gerson verfasste 1401 eine Schrift De distinctione verarum visionum a falsis (Über die Unterscheidung echter Visionen von falschen). Er forderte zu kritischer Prüfung auf, meinte aber, dass sich Gewissheit damit nicht erlangen lasse.
Ab dem Ende des 13. Jahrhunderts nahm die Zahl der aufgezeichneten Visionsberichte aus deutschen Nonnenklöstern zu. Sie enthielten Aussagen nicht nur zu theologischen, sondern auch zu politischen und sozialen Themen. Auf diesem Weg wurde unter anderem versucht, bestimmte Gebräuche zu etablieren oder zu legitimieren und bestimmte Frömmigkeitsübungen zu rechtfertigen. Die Visionärin Christine Ebner erhob für ihre Überzeugungen einen Wahrheitsanspruch, den sie mit ihrem Visionserleben begründete und an dem sie auch gegen den Widerspruch von Gelehrten und Priestern kompromisslos festhalten wollte.
Zu den bekanntesten christlichen Visionären und Visionärinnen des Mittelalters zählen Dominikus, Gertrud von Helfta, Hildegard von Bingen, Juliana von Norwich, Juliana von Lüttich, Lutgard von Tongern, Mechthild von Hackeborn, Mechthild von Magdeburg und Katharina von Siena. In der Neuzeit haben u. a. Bernadette Soubirous, Margareta Maria Alacoque, Mirjam von Abelin, Teresa von Ávila und Baba Wanga viel Beachtung gefunden. Ein besonders verbreiteter Visionstypus sind die Marienerscheinungen.
Im Katholizismus handelt es sich aus kirchlicher Sicht bei Visionen, die nach der Christusoffenbarung erfolgt sind, um „Privatoffenbarungen“; die Möglichkeit einer neuen öffentlichen, für alle Gläubigen verbindlichen Offenbarung wird verneint. Über die Authentizität einer Vision hat das kirchliche Lehramt zu entscheiden. Das Urteil fällt der jeweils zuständige Bischof. Dabei ist ein zentrales Kriterium, dass zwischen dem Inhalt der Vision und der kirchlichen Lehre keinerlei Diskrepanz bestehen darf. Wenn eine Vision kirchlich anerkannt wird, bedeutet das nicht, dass sich die Kirche für den göttlichen Ursprung der Vision verbürgt, sondern nur, dass das Lehramt gegen die Möglichkeit der Authentizität keinen Einwand erhebt.